# Marina Studniewa
Marina Gurjewna Studniewa, po mężu Babienko (ros. Марина Гурьевна Студнева, po mężu Бабенко; ur. 2 lutego 1959 w Pskowie) – radziecka wioślarka, brązowa medalistka olimpijska z Moskwy (1980), trzykrotna mistrzyni świata.
W 1980 roku wystąpiła na igrzyskach olimpijskich w Moskwie, podczas których wzięła udział w jednej konkurencji – rywalizacji czwórek ze sternikiem. Reprezentantki Związku Radzieckiego (w składzie: Marija Fadiejewa, Galina Sowietnikowa, Marina Studniewa, Swietłana Siemionowa i sterniczki Natalja Kazak – w rundzie kwalifikacyjnej i repasażach oraz Nina Czeriemisina – w finale) zdobyły w tej konkurencji brązowy medal olimpijski, uzyskując w finale czas 3:20,92 i przegrywając z osadami z Niemieckiej Republiki Demokratycznej i Bułgarii. 
W 1981 roku zdobyła złoty medal mistrzostw świata w Monachium w czwórkach ze sternikiem. W 1982 roku w Lucernie i w 1983 roku w Duisburgu została mistrzynią świata w ósemkach ze sternikiem. Wystąpiła również w 1985 roku na mistrzostwach świata w Hazewinkel, zajmując pierwsze miejsce w finale B w dwójkach bez sternika.
Pięciokrotnie została mistrzynią Związku Radzieckiego, w 1984 roku zdobyła złoty medal zawodów „Przyjaźń-84” w wioślarskich czwórkach ze sternikiem. Za osiągnięcia sportowe wyróżniona została tytułem mistrza sportu ZSRR klasy międzynarodowej i Zasłużonego Mistrza Sportu.